# Trbovlje
Trbovlje (població 16,290 habitants) és una ciutat i municipi del centre d'Eslovènia. Està situada a la vall de Trbovlje, al costat del riu Sava. La zona és coneguda per ser rica en carbó i una de les seves tres centrals tèrmiques té la xemeneia més alta d'Europa (360 m, la Xemeneia de Trbovlje). En anys passats, també s'ha conegut per la planta de co-incineració, projectada per ser construïda a la fàbrica de ciment de Trbovlje.